# Ban Gu
Ban Gu (kitajsko 班固, pinjin Bān Gù)  je bil kitajski zgodovinar, pesnik in politik, najbolj znan po svojem prispevku pri pisanju Knjige Hana, druge od Štiriidvajsetih dinastičnih zgodovin Kitajske, * 32, cesarska Kitajska, † 92, Luojang, Kitajska. 
Napisal je tudi več fu, obsežih knjižnih del v prozi in verzih, povezanih predvsem z obdobjem dinastije Han. Več Banovih fu je v Ven Šuanu, Šjao Tongovi antologiji kitajske književnosti.  

## Družinsko ozadje
Družina Ban je bila ena najuglednejših družin v Vzhodnem Hanu. V obdobju vojskujočih se držav so živeli v državi Ču. Med  vladavino prvega cesarja je mož z imenom Ban Ji pobegnil na sever v Loufan blizu prelaza Janmen v današnji severni provinci Šanši. Do zgodnje dinastije Han so Ban Gujevi predniki postali pomembni na severozahodni meji kot pastirji več tisoč glav goveda in konj, s katerimi so trgovali, in spodbujali druge družine, da se preselijo na mejo. Ban Biao je pozneje družino preselil v Anling blizu današnjega Šjanjanga v Šaanšiju.
Ban Gujeva prateta, soproga Ban, je bila učenjakinja in pesnica, njegov oče Ban Biao pa ugleden zgodovinar. Od očeta je prevzel odgovornost za pisanje zgodovine dinastije Han, ki je zdaj znana kot Hanšu ali Knjiga Hana. Njegovo delo so prekinile politične zdrahe. Njegova povezanost z družino cesarice vdove Dov je  privedla do njegove aretacije in smrti z usmrtitvijo ali mučenjem. Knjigo Hana (zvezke 13 do 20 (osem kronoloških kart) in 26. (astronomska biografija)) je dokončala njegova mlajša sestra Ban Džao. Knjiga Hana je postala zgled za mnogo del o kasnejših kitajskih dinastijah. 
Ban Gujeva stara mati po očetovi strani je bila Šiungnujka, potomka šiungnujskega kralja Šjutuja. Ban Gujevo delno šiungnujsko poreklo bi lahko pomagalo razložiti njegove sposobnosti v zadevah, povezanih s kitajsko zgodovino in zunanjimi odnosi.
Banov brat dvojček Ban Čao je bil znan vojskovodja in raziskovalec Srednje Azije. Njegova sestra Ban Džao je bila ena najbolj znanih znanstvenic v kitajski zgodovini, ki je dokončala pisanje Knjige Hana.

## Življenje
Banov oče Ban Biao je umrl leta 54, ko je bil Ban Gu star dvaindvajset let. Po očetovi smrti je Ban Gu  nekaj časa premišljeval, kako nadaljevati kariero, in napisal dolgo fu z naslovom Fu o komuniciranju s skritimi (pinjin Yōutōng fù), ki slovi kot ena najzgodnejših znanih fu o filozofskih vprašanjih. Ostal je doma v Anlingu, da bi dokončal očetovo zgodovinsko nadaljevanje Zapisov velikega zgodovinarja Sime Čjana. 
Okoli leta 60 so do cesarja Minga iz Hana prišle govorice, da Ban "zasebno revidira nacionalno zgodovino". Cesarski dvor je postal zaskrbljen, kaj bo Ban Gu napisal o padcu Zahodnega in vzponu Vzhodnega Hana. Ban Guja so aretirali in zaplenili družinsko knjižnico. Po posredovanju brata Ban Čaa so ga osvobodili in mu dali nalogo, da sestavi letopise cesarja Guangvuja, prvega cesarja Vzhodnega Hana. Leta 64 je bil zadolžen za urejanje knjig v cesarski knjižnici in povišan na položaj gospoda. Cesar Ming je bil tako navdušen nad kakovostjo Ban Gujevega dela, da mu je leta 66 dovolil, da nadaljuje s pisanjem zgodovine Zahodnega Hana, kar je počel do konca svojega življenja.
Med vladavino cesarja Džanga je bil povišan na položaj "maršala vrat črnega bojevnika". Kasneje je pod cesaričinim bratom  Dov Šjanom  služil kot visok literarni uradnik. Dov Šjan si je z dvema uspešnima kampanjama proti Šiungnujem pridobil velik ugled, a ga je cesar He leta 92  kljub temu osumil načrtovanja upora in ga prisilil v samomor. Ban Gu je bil takoj zatem odstavljen s položaja in aretiran. Še isto leto je v zaporu umrl, star 60 let.

## Zapuščina
Sodobni zgodovinar Hsu Mei-ling navaja, da so Ban Gujevi geografski zapisi postavili trend, da se v zgodovinska besedila vključijo tudi geografski podatki.
Težnja tako kitajskih kot zahodnih učenjakov, da gledajo na zgodovino Kitajske v dinastičnih okvirih, naj bi bila neposredna posledica Ban Gujeve odločitve, da napiše Knjigo o Hanu na način, kot jo je napisal..

## Ban Biaova družina
- Ban Biao (班彪; 3–54; oče)
  - Ban Gu (班固; 32–92; prvi sin)
  - Ban Čao (班超; 32–102; drugi sin son)
    - Ban Šjong (班雄; ?–po 107; Ban Čaov najstarejši sin)
      - Ban Ši (班始; ?–130; Ban Šjongov sin)

    - Ban Jong (班勇; ?–ok. 128; Ban Čaov najmlajši sin)

  - Ban Džao (班昭; ok. 45 – ok. 117; hčerka)

## Citirana dela
- Hans Bielenstein. "Pan Ku's Accusations against Wang Mang." In Chinese Ideas about Nature and Society: Studies in Honour of Derk Bodde. Ed. Charles Le Blanc and Susan Blader. Hong Kong: Hong Kong University Press, 1987, 265–70.
- Anthony E. Clark Ban Gu's History of Early China (Amherst: Cambria Press, 2008).
- de Crespigny, Rafe (2007). »Ban Gu 班固«. A Biographical Dictionary of the Later Han to the Three Kingdoms (23–220 AD). Leiden: Brill. str. 6–7. ISBN 978-90-04-15605-0.
- Hsu, Mei-ling. "The Qin Maps: A Clue to Later Chinese Cartographic Development," Imago Mundi (Volume 45, 1993): 90–100.
- Knechtges, David R. (2010a). »From the Eastern Han to the Western Jin«.  V Owen, Stephen (ur.). The Cambridge History of Chinese Literature, Vol. 1: To 1375. Cambridge: Cambridge University Press. str. 116–98.
- ——— (2010b). »Ban Gu 班固«.  V Knechtges, David; Chang, Taiping (ur.). Ancient and Early Medieval Chinese Literature: A Reference Guide, Part One. Leiden: Brill. str. 6–16.
- Van der Sprenkel, O. B. Pan Piao, Pan Ku, and the Han History. Centre for Oriental Studies Occasional Paper, no. 3. Canberra: Australian National University, 1964.
- Yü, Ying-shih. (1967). Trade and Expansion in Han China: A Study in the Structure of Sino-Barbarian Economic Relations. Berkeley: University of California Press.